# Abraham Accords Declaration

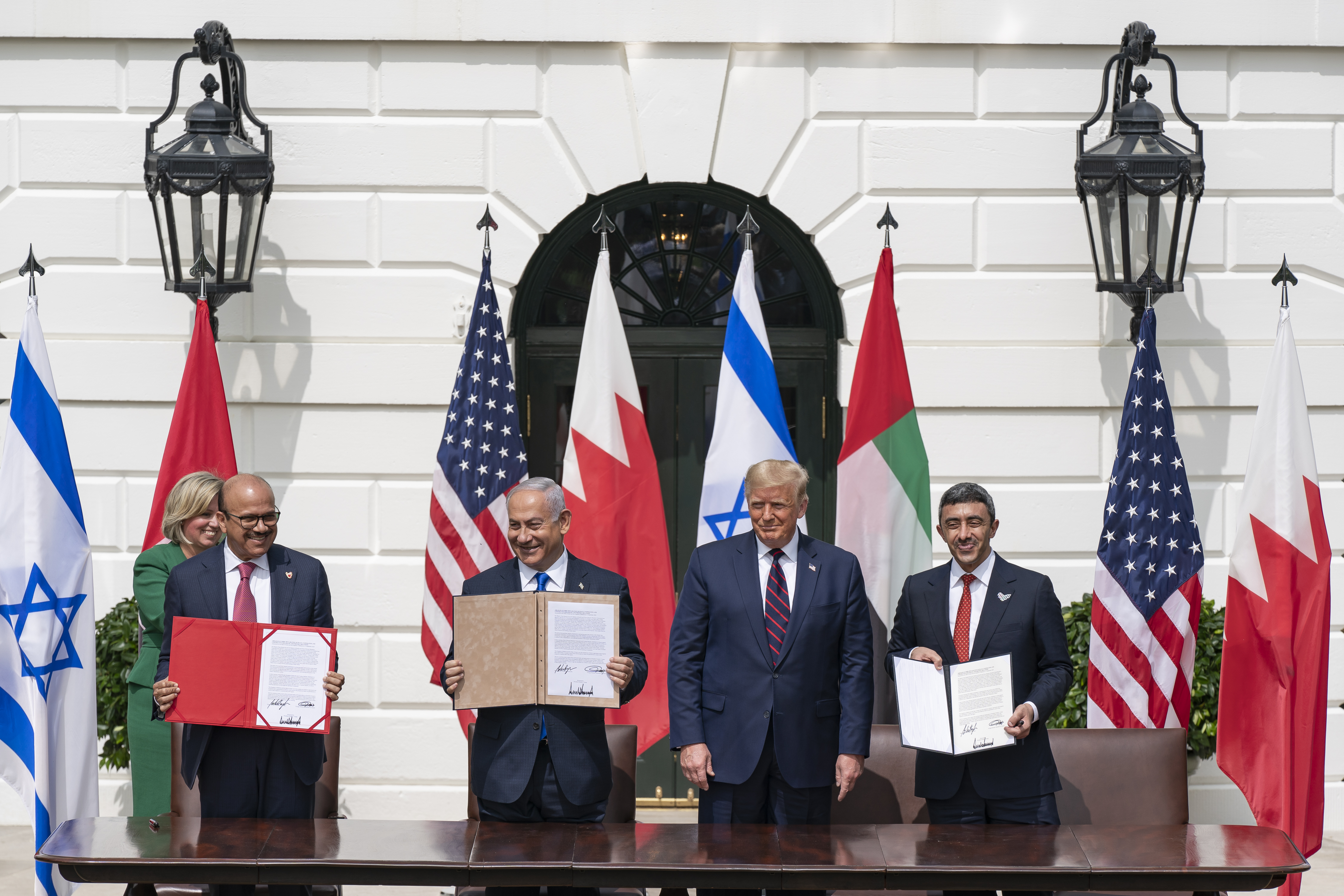
US-Präsident Donald Trump, der Außenminister von Bahrain, Abdullatif bin Raschid al-Sajani, der israelische Premierminister Benjamin Netanjahu und der Außenminister der Vereinigten Arabischen Emirate, Abdullah bin Zayid Al Nahyan, am 15. September 2020

Die Abraham Accords Declaration,  auch kurz nur als  Abraham Accords oder  Abraham-Abkommen bezeichnet, ist ein multilaterales Abkommen, das von mehreren Staaten am 15. September 2020 unterzeichnet wurde. Es soll die Dialogbereitschaft und Zusammenarbeit zwischen den Unterzeichnerstaaten fördern und zwischen ihnen noch bestehende Animositäten beenden.
Das Abraham-Abkommen wurde im Zuge einer diplomatischen Annäherung zwischen Israel, den Vereinigten Arabischen Emiraten und Bahrain unter Mitwirken der Vereinigten Staaten von Amerika erarbeitet. Die Unterzeichnung steht weiteren Staaten offen, wobei der Unterzeichnungsprozess durch das Außenministerium der Vereinigten Staaten gehandhabt wird.
Zwei arabische Staaten unterzeichneten am 15. September 2020 nicht nur das Abraham-Abkommen, sondern schlossen auch Friedensverträge mit Israel ab. Zu den auf bilateraler Basis abgeschlossenen Verträgen gehören der Friedensvertrag zwischen Israel und den Vereinigten Arabischen Emiraten und der Friedensvertrag zwischen Israel und Bahrain.

## Inhalte

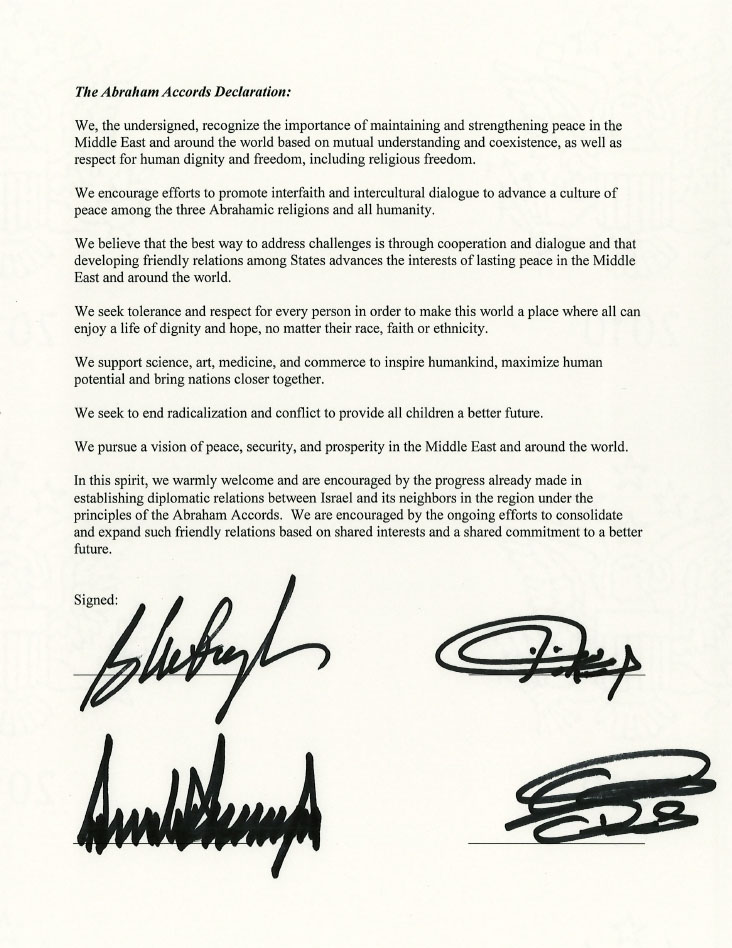
Die von den vier beteiligten Ländern unterschriebene Deklaration

In der Erklärung werden sieben Prinzipien festgehalten. Dabei verpflichten sich die Signatarstaaten zu keinen konkreten Maßnahmen – auf welche Art und Weise sie die Prinzipien umsetzen, bleibt ihnen bzw. separaten Abkommen überlassen.
Im ersten Absatz halten die unterzeichnenden Staaten fest, dass sie die Bedeutung der Erhaltung und Stärkung des Friedens auf der Grundlage des gegenseitigen Verständnisses und der Koexistenz anerkennen. Auch wenn die Formulierung allgemein gehalten ist, schwingt in ihr die Geschichte der Nahostkriege und der Verweigerung der diplomatischen Anerkennung mit. Bahrain und die VAE hatten Israel vor dem 15. September 2020 de jure nicht als unabhängigen Staat anerkannt.
Im zweiten Absatz bekennen sich die Signatarstaaten zur Förderung des interreligiösen und interkulturellen Dialogs.
Die weiteren Prinzipien lauten:
- Bewältigen von Herausforderungen durch Zusammenarbeit und Dialog
- Bemühen um Toleranz und Respekt für jede Person, unabhängig von ihrer Rasse, ihrem Glauben oder ihrer ethnischen Zugehörigkeit
- Unterstützung von Wissenschaft, Kunst, Medizin und Handel, um die Menschheit zu inspirieren
- Streben danach, Radikalisierung und Konflikte zu beenden
- Verfolgen einer Vision von Frieden, Sicherheit und Wohlstand
- Begrüßen der Fortschritte, die bereits bei der Aufnahme diplomatischer Beziehungen zwischen Israel und seinen Nachbarn erzielt wurden

## Signatarstaaten
- Bahrain, 15. September 2020
- Vereinigte Arabische Emirate, 15. September 2020
- Israel, 15. September 2020
- Vereinigte Staaten von Amerika, 15. September 2020
- Marokko, 10. Dezember 2020
- Sudan, 7. Januar 2021

## Bewertung
Noa Landau, Journalistin bei der israelischen Zeitung Haaretz, schrieb, dass selbst Teilnehmerinnen an Schönheitswettbewerben bereits gelernt hätten, „mehr konkrete Inhalte in ihre Reden für den Weltfrieden zu verpacken“ als dem Text des Abraham-Abkommens zu entnehmen sei.
Der Präsident der Deutsch-Israelischen Gesellschaft, Volker Beck, sagte am 30. Dezember 2022 im Interview mit dem Deutschlandfunk: „… der letzte, der einmal einen israelischen Siedlungsstopp in Israel erreicht hat, nämlich bei Netanjahu, war Trump, und zwar damit, dass er den Israelis was bieten konnte, nämlich die Abraham Accords.“